# الصلول (القفر)

تعديل مصدري - تعديل

الصلول محلة تابعة لقرية حقنة، التابعة لعزلة الكرابة بمديرية القفر إحدى مديريات محافظة إب في الجمهورية اليمنية.، بلغ تعداد سكانها 42 حسب تعداد اليمن لعام 2004.